# Olímpico Esporte Clube
O Olímpico Esporte Clube é um clube de futebol da cidade de Itabaianinha, no estado de Sergipe. Foi fundado em 18 de agosto de 1958 e suas cores são o azul e o branco. Manda seus jogos no Estádio Tenison Fontes Souza, o Souzão. Não possui nenhuma ligação com o Olímpico Pirambu Futebol Clube de Pirambu nem com o Olímpico Futebol Clube de Aracaju.

## História
Fundado em 1958, foi na década de 90 que fez sua estreia em competições profissionais. O clube tem um segundo lugar em 1996 como melhor colocação na elite do futebol sergipano. Já na A-2 ele já foi campeão em 1990 invicto e em 1994.
Nos anos 2000, após o vice-campeonato em 2001 da A-2, frequentou a elite durante os anos de 2002 à 2013. Em 2014 o clube desistiu de disputar a primeira divisão por falta de condições financeiras.
Em 2017, com um novo vice-campeonato da segunda divisão, o Dragão conquista o acesso para a elite, disputando a temporada de 2018 e 2019 dentre os grandes do estado.

## Estatísticas

### Participações
|  | Participações em 2025 |

| Competição | Competição           | Temporadas | Melhor campanha     | Estreia | Última | P | R |
| Sergipe    | Campeonato Sergipano | 20         | Vice-campeão (1996) | 1993    | 2024   |   | 4 |
| Sergipe    | Série A2             | 10         | Campeão (1994)      | 1992    | 2025   | 4 |   |

### Desempenho em Competições
Campeonato Sergipano (Série A1)
| Ano  | 1990 | 1991 | 1992 | 1993 | 1994 | 1995 | 1996 | 1997 | 1998 | 1999 |
| ---- | ---- | ---- | ---- | ---- | ---- | ---- | ---- | ---- | ---- | ---- |
| Pos. | —    | —    | —    | 9º   | —    | 5º   | 2º   | ?    | —    | —    |
| Ano  | 2000 | 2001 | 2002 | 2003 | 2004 | 2005 | 2006 | 2007 | 2008 | 2009 |
| Pos. | —    | —    | 5º   | 3º   | 6º   | 4º   | 6º   | 5º   | 5º   | 8º   |
| Ano  | 2010 | 2011 | 2012 | 2013 | 2014 | 2015 | 2016 | 2017 | 2018 | 2019 |
| Pos. | 3º   | 7º   | 8º   | 6º   | 10º  | —    | —    | —    | 5º   | 9º   |
| Ano  | 2020 | 2021 | 2022 | 2023 | 2024 |      |      |      |      |      |
| Pos. | —    | —    | —    | —    | 9º   |      |      |      |      |      |

Campeonato Sergipano (Série A2)
| Ano  | 1990 | 1991 | 1992 | 1993 | 1994 | 1995 | 1996 | 1997 | 1998 | 1999 |
| Pos. | —    | —    | 4º   | —    | 1º   | —    | —    | —    | —    | —    |
| Ano  | 2000 | 2001 | 2002 | 2003 | 2004 | 2005 | 2006 | 2007 | 2008 | 2009 |
| Pos. | —    | 2º   | —    | —    | —    | —    | —    | —    | —    | —    |
| Ano  | 2010 | 2011 | 2012 | 2013 | 2014 | 2015 | 2016 | 2017 | 2018 | 2019 |
| Pos. | —    | —    | —    | —    | —    | 3º   | 5º   | 2º   | —    | —    |
| Ano  | 2020 | 2021 | 2022 | 2023 | 2024 |      |      |      |      |      |
| Pos. | 3º   | 6º   | 6º   | 2º   | —    |      |      |      |      |      |
| ---- | ---- | ---- | ---- | ---- | ---- | ---- | ---- | ---- | ---- | ---- |

Copa Governo do Estado de Sergipe
| Ano  | 2007 | 2008 | 2013 | 2014 |
| Pos. | 4º   | 3º   | 4º   | 7º   |
| ---- | ---- | ---- | ---- | ---- |

## Títulos
| Estaduais | Estaduais                       | Estaduais | Estaduais   |
|           | Competição                      | Títulos   | Temporadas  |
| --------- | ------------------------------- | --------- | ----------- |
|           | Campeonato Sergipano - Série A2 | 2         | 1990 e 1994 |